# Gloster VI
El Gloster VI fue un hidroavión de carreras desarrollado por la Gloster Aircraft Company como competidor del Trofeo Schneider de 1929.
El avión fue conocido como Golden Arrow, no sólo en referencia a su color y a la distintiva capota de tres lóbulos del motor Napier Lion de "flecha ancha", sino también a otro récord contemporáneo propulsado por el Lion, el automóvil Golden Arrow de Henry Segrave con el récord de velocidad en tierra.

## Diseño y desarrollo
El Gloster VI fue la evolución final de la serie de hidroaviones de carreras de Gloster, diseñados específicamente para el Trofeo Schneider. Evolucionó desde el biplano Gloster II, pasando por el exitoso Gloster III (segundo puesto en 1925) y el Gloster IV. Mientras Henry Folland, diseñador jefe de Gloster, comenzó a trabajar en un biplano revisado, el Gloster V, para participar en la competición de 1929, problemas con el centro de gravedad llevaron al descarte del diseño, lo que provocó la elección de una configuración monoplano para el nuevo diseño.
El Gloster VI era un monoplano de ala baja arriostrada. Una característica evidente en las fotografías es la forma en que las raíces de las alas se estrechaban para reducir su grosor, diseñado para aumentar el control lateral a bajas velocidades. Mantenía el motor Napier Lion que había propulsado a los Gloster de carreras anteriores, pero con una potencia aumentada a 985 kW (1320 hp) mediante sobrealimentación. La refrigeración del motor se realizaba mediante radiadores de superficie delgada en cada ala.

## Historia operacional
Se construyeron dos aviones, con matrículas N249 y N250; el primero voló el 25 de agosto de 1929 y el segundo, el 31 de agosto. El avión demostró ser prometedor y de alta velocidad, pero tenía problemas con el suministro de combustible al alabear, lo que provocaba paradas de motor. Para un negocio tan arriesgado como las carreras aéreas a baja altitud, esto era un riesgo inaceptable y los aviones fueron retirados de la competición del Trofeo Schneider de 1929, dejando vía libre para la victoria del Supermarine S.6. Se rumoreó una teoría alternativa para la retirada en la que el camión que transportaba los motores desde Napier sufrió un accidente y no hubo tiempo suficiente para reparar los daños hasta el día siguiente.
El 10 de septiembre de 1929, al día siguiente de la victoria del Supermarine S.6 en el Trofeo, el N249 volvió a volar. El teniente de vuelo George Stainforth lo pilotó en un recorrido de una milla medida, alcanzando una velocidad máxima de 351,3 mph y un récord mundial absoluto de velocidad ratificado, con un promedio de 336,3 mph en cuatro pasadas. Este récord se mantuvo brevemente, ya que una pasada posterior del líder de escuadrón Augustus Orlebar en el S.6 logró elevarlo a más de 350 mph. Durante la final del Trofeo Schneider en 1931, el Gloster VI aún estaba en servicio en el Destacamento de Alta Velocidad como avión de entrenamiento.

## Operadores
Reino Unido
- Real Fuerza Aérea

## Especificaciones
Referencia datos: James

### Características generales
- Tripulación: Uno (piloto)
- Longitud: 8,2 m (27 ft)
- Envergadura: 7,9 m (26 ft)
- Altura: 3,3 m (10,8 ft)
- Superficie alar: 9,8 m² (105,5 ft²)
- Peso vacío: 1036 kg (2283,3 lb)
- Peso cargado: 1669 kg (3678,5 lb)
- Planta motriz: 1× motor lineal de 12 cilindros en W refrigerado por agua Napier Lion VIID.
  - Potencia: 980 kW (1351 HP; 1333 CV)
- Hélices: Gloster bipala de paso fijo

### Rendimiento
- Velocidad máxima operativa (Vno): 565 km/h (351 MPH; 305 kt)
- Velocidad de entrada en pérdida (Vs): 148 km/h (92 MPH; 80 kt)
- Carga alar: 169 kg/m² (34,6 lb/ft²)
- Potencia/peso: 0,59 kW/kg (0,36 hp/lb)

## Aeronaves relacionadas

### Aeronaves similares
- Macchi M.52
- Supermarine S.6